# Венус (фрегат, 1786)
«Ве́нус» (швед. Venus) — парусный фрегат который в июле 1783 года на верфи Карлскроны заложил Ф. Чапман, третий по счёту в серии из десяти фрегатов типа Bellona для шведского флота. При постройке фрегата Чапман применил все новейшие достижения в области судостроения. Новые фрегаты отличались добротностью и качеством постройки, а также прекрасной мореходностью.

## Основные характеристики
- Длина по верхней палубе = 46,32 м

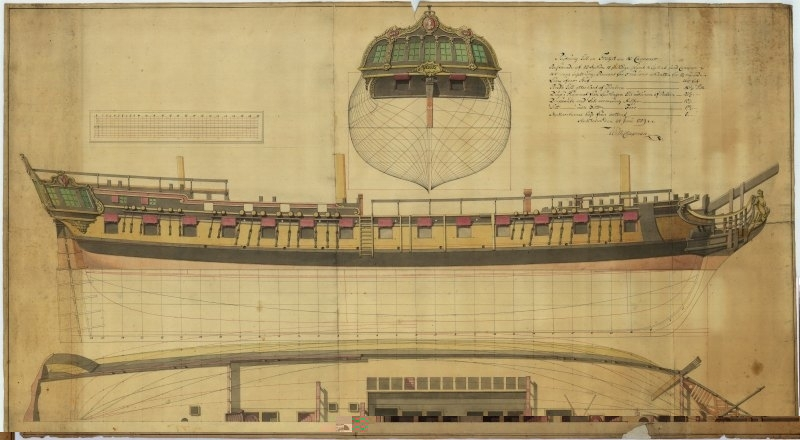
Теоретический чертёж фрегата Venus

- Ширина по мидель-шпангоуту = 11,88 м
- Арт. вооружение = 26 24-фунтовых коротких пушек и 18 6-фунтовых орудий[2];
- Экипаж = 342 человека.

## Служба

### В составе шведского флота
Фрегат «Венус» вступил в строй Шведского флота в 1786 году и вошёл в состав эскадры, защищавшей акваторию Гётеборга.
В 1788 году шведский король, начал военные действия против России.
В конце мая шведская эскадра в составе 12 линейных кораблей и фрегатов под командованием герцога К. Зюдерманландского вышла в море.
21 мая 1789 года, русский флот блокировал её в заливе Христиан-фьорд, однако наступивший штиль не позволил эскадрам вступить в бой.
Воспользовавшись штилем, катер (куттер) «Меркурий» на вёслах подошёл к фрегату и в течение полутора часов безответно обстреливал его из своих орудий (находился вне сектора шведского огня), после чего шведы спустили флаг. На фрегате сдалось 280 человек команды вместе с командиром корабля, по другим данным — 302 человека.

### В составе российского флота
После захвата фрегат под командованием капитан-лейтенанта М. И. Голенищева-Кутузова перешел в Копенгаген, где был передан под командование бывшему командиру «Меркурия» капитан-лейтенанту Р. В. Кроуну. За взятие шведского фрегата Екатерина II также наградила Р. В. Кроуна орденом Святого Георгия 4-й степени и он был произведён в капитаны 2-го ранга. В августе того же года в составе эскадры вице-адмирала Т. Г. Козлянинова фрегат перешёл из Копенгагена в Ревель, где был отремонтирован и под тем же наименованием включён в состав Балтийского флота Российской империи. 

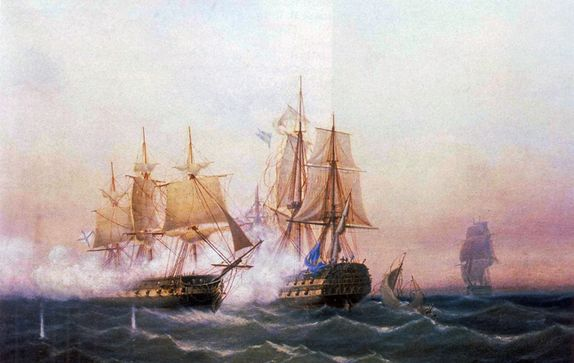
К. В. Шаренберг. Захват фрегатом «Венус» шведского линейного корабля «Ретвизан» 23 июня 1790 года

В составе Российского императорского флота принял участие в Ревельском сражении и в Выборгском сражении. В последнем экипаж «Венуса» потопил 15 шведских гребных судов, захватил четыре галеры, транспорт и канонерскую лодку. На следующий день при преследовании противника захватил совместно с линейным кораблём «Изяслав» шведский линейный корабль 3-го ранга «Ретвизан».
В кампанию 1791 года принимал участие в практических плаваниях между Ревелем и Кронштадтом.
Участвовал в войнах с Францией 1-й и 2-й коалиций, при совместных действиях с английским флотом выходил в составе отрядов в крейсерство. После практических плаваний в 1801 и тимберовки в 1804 г. «Венус» включён в состав эскадры капитан-командора Грейга. Участвовал в войне 4-й коалиции, неоднократно имея столкновения с лёгкими силами противника.
22 ноября 1807 года «Венус» прибыл для ремонта повреждений в Палермскую гавань (Королевство Сицилия). Именно в то же время началась Англо-русская война и фрегат был блокирован английской эскадрой (5 кораблей и 2 фрегата) вице-адмирала Торнброу, который предложил капитан-лейтенанту К. И. Андреянову сдаться. Последний ответил отказом, а на военном совете единогласно решили обороняться до последнего, в случае же неудержания фрегата взорвать его. В то же время, чтобы избежать гибели русской команды, и при этом не дать англичанам захватить фрегат, русский посланник при сицилийском дворе тайный советник Д. П. Татищев организовал передачу «Венуса» сохранявшему нейтралитет Королевству Сицилия, по описи на сохранение до окончания Англо-русской войны (существует мнение, что он был продан).
Летом 1812 года во время встречи товарища (заместителя) МИД России светлейшего князя А. Н. Салтыкова с сицилийским послом в Санкт-Петербурге графом А. М. Серра-де-Каприолой последний сказал, что «сицилийское правительство всегда было расположено возвратить фрегат Венус». Однако, «Венус» в Россию так и не вернулся. По неофициальным итальянским источникам «после 25-летней» службы фрегат в 1814 году был разобран.

## Командиры фрегата
Командирами фрегата «Венус» в составе Российского императорского флота в разное время служили:
- капитан-лейтенант М. И. Голенищев-Кутузов (с 21 мая (1 июня) до 29 июня (10 июля) 1789 года)[15];
- капитан 2-го ранга Р. В. Кроун (с 29 июня (10 июля) 1789 года до 1790 года);
- капитан 2-го ранга И. Ф. Штейнгель (1791 год)[16];
- Н. А. Бодиско (1793—1797 годы);
- И. А. Игнатьев (1798 год);
- О. Е. Гаствер (1790—1800 годы);
- Ф. К. Митьков (1801 год);
- Р. И. Эльфинстон (1804—1805 годы);
- Е. Ф. Развозов (с 1806 года до ноября 1807 года);
- капитан-лейтенант К. И. Андреянов (с ноября 1807 года до 1808 года)[17][18].